# 진부령
진부령(陳富嶺)은 강원특별자치도 인제군 북면과 고성군 간성읍의 경계에 있는 고개로, 높이는 해발 520m이다. 국도 제46호선(고성~인천)이 통과한다. 진부령 바로 밑에는 스키박물관과 남한 최북단 스키장인 알프스리조트가 있다.